# 氯苯
氯苯（英语：Chlorobenzene）是苯的一个氢被氯原子取代后形成的化合物，化学式为C6H5Cl。这种液体在室温下无色易燃，是一种常见的溶剂，也是广泛用于制造其他化学品的中间体。

## 用途

### 历史
氯苯的主要用途是作为生产除草剂、染料和橡胶的中间体。氯苯也在工业应用和实验室中用作高沸点溶剂。氯苯被大规模地硝化得到2-硝基氯苯和4-硝基氯苯的混合物，它们是分离的。这些单硝基氯苯通过分别用氢氧化钠、甲醇钠、二硫化钠和氨对氯化物进行亲核置换，并转化为相关的2-硝基苯酚、2-硝基苯甲醚、双（2-硝基苯基）二硫化物和2-硝基苯胺。4-硝基衍生物的转化过程也是类似地。
氯苯曾经通过与三氯乙醛的反应用于制造杀虫剂，其中最主要的是DDT，但随着DDT使用的减少，这种应用已经减少了。氯苯曾一度是制造苯酚的主要前体：
C6H5Cl  +  NaOH  →   C6H5OH  +  NaCl
该反应还有盐的副产物。该反应被称为道氏法，该反应在350°C下使用熔融氢氧化钠在无溶剂的情况下进行。标记实验表明，反应通过消除/加成，通过苯炔作为中间体进行。

## 合成
氯苯可由苯的氯化反应得到，由催化量的路易斯酸如氯化铁催化：

Cl2自身的亲电性不够，加入催化剂可以形成络合物加速反应。一取代的氯苯由于氯电负性较大的缘故，不易受其它亲电试剂的进攻。苯的氯化反应中，若小心控制反应物的计量比，则可以得到以氯苯为主的产物，二取代和三取代的产物很少。
实验室路线
氯苯可由苯胺通过四氟硼酸重氮苯生产，也称为桑德迈尔反应。

## 安全
氯苯表现出“低至中度”毒性，如其LD50为2.9g/kg所示。美国职业安全与健康管理局已将处理氯苯的工人在8小时内的时间加权平均值的允许暴露极限值设定为75ppm（350毫克/立方米）。

## 毒理学和生物降解
氯苯可在土壤中存留数月；在空气中存留约3.5天；在水中存留不到1天。人类可能通过呼吸受污染的空气（主要是职业接触）、食用受污染的食物或水，或接触受污染的土壤（通常在危险废物场附近）接触到这种物质。但是，由于仅在1,177个NPL危险废物场地中的97个中发现了它，因此它不被认为是一种普遍存在的环境污染物。 酚红球菌将氯苯降解为唯一的碳源。
氯苯通常是通过受污染的空气进入人体后，通过肺部和泌尿系统排出体外。

## 在其他星球上
2015年，SAM科学团队宣布，好奇号探测器发现了火星上名为“Cumberland”的沉积岩中氯苯浓度较高的证据。研究小组推测，氯苯可能是样品在仪器采样室中加热时产生的。加热会引发火星土壤中有机物的反应，已知土壤中含有高氯酸盐。